# Gongora flaveola
Gongora flaveola är en orkidéart som beskrevs av Heinrich Gustav Reichenbach. Gongora flaveola ingår i släktet Gongora och familjen orkidéer.
Artens utbredningsområde är Colombia. Inga underarter finns listade i Catalogue of Life.